# 奥尔比尼欧瓦勒
奥尔比尼欧瓦勒（法語：Orbigny-au-Val，法語發音：[ɔʁbiɲi o val]）是法国上马恩省的一个市镇，属于朗格勒区。

## 地理
奥尔比尼欧瓦勒（47°53'0"N, 5°25'56"E）面积7.55 平方千米，位于法国大東部大區上马恩省，该省份为法国东北部内陆省份，北起马恩省和默兹省，西接奥布省，西南接科多尔省，东南接上索恩省，东临孚日省。
与奥尔比尼欧瓦勒接壤的市镇（或旧市镇、城区）包括：巴讷、勒塞、讷伊莱韦克、奥尔比尼欧蒙、佩涅。

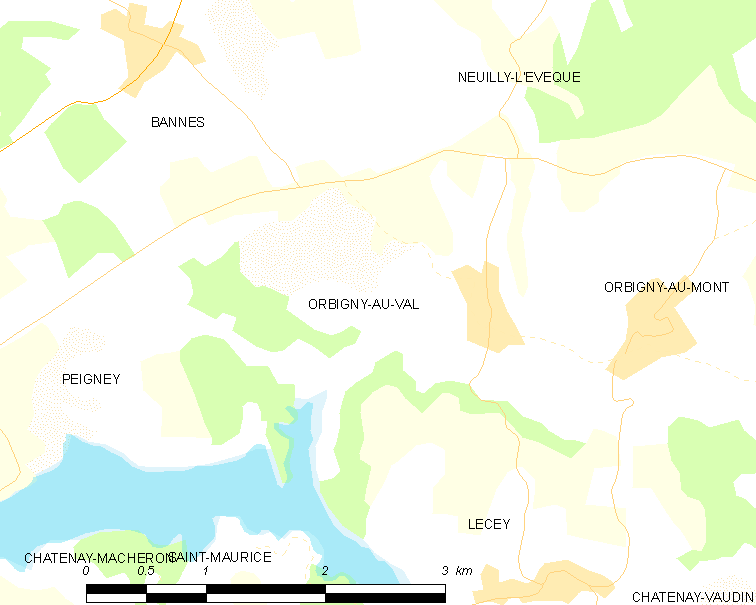
奥尔比尼欧瓦勒的OSM定位图

奥尔比尼欧瓦勒的时区为UTC+01:00、UTC+02:00（夏令时）。

## 行政
奥尔比尼欧瓦勒的邮政编码为52360，INSEE市镇编码为52363。

## 政治
奥尔比尼欧瓦勒所属的省级选区为诺让县。

## 人口

1962-2008年间奥尔比尼欧瓦勒人口变化图示

奥尔比尼欧瓦勒于2022年1月1日时的人口数量为96人。